# Ernst Essel
Ernst Essel (* 5. Jänner 1911 in Wien; † 14. September 1984 ebenda) war ein österreichischer Schauspieler bei Bühne und Fernsehen.

## Leben und Wirken
Essel besuchte die Schauspielakademie und gab noch in den 1930er Jahren seinen Bühneneinstand am Theater in der Josefstadt seiner Heimatstadt. Seine Nachkriegslaufbahn startete der Wiener in Leoben. Anschließend ging er nach Stuttgart, Düsseldorf, Hamburg und erneut Wien (ab 1958 die Löwinger-Bühne). Essel hat auch an Hörspielen teilgenommen und wirkte ab 1966 für knapp ein Jahrzehnt intensiv in Fernsehspielen mit, darunter zahlreiche Löwinger-Bühne-Inszenierungen.

## Filmografie
- 1956: Husarenmanöver
- 1966: Anna Gorth
- 1967: Der Schandfleck
- 1967: Die drei Dorfheiligen
- 1968: Schicksal
- 1968: Irinka
- 1969: Der Schützenkönig
- 1969: Ein Engel auf Erden
- 1971: Der Fall Jägerstätter
- 1971: Die Angst des Tormanns beim Elfmeter
- 1972: Wer war es?
- 1973: Die falsche Annonce
- 1974: Die Liab am Almsee
- 1975: Wenn der Hahn kräht